# Юньхэ (Цанчжоу)
Юньхэ́ (кит. упр. 运河, пиньинь Yùnhé, буквально: «канал») — район городского подчинения городского округа Цанчжоу провинции Хэбэй (КНР). Район назван в честь проходящего по его территории Великого канала.

## История
Район был создан в 1980 году. В 1997 году к нему была присоединена часть территории расформированного Пригородного района.

## Административное деление
Район Юньхэ делится на 6 уличных комитетов, 1 посёлок и 1 волость.